# 이학종
이학종(1961년 2월 17일 ~ )은 대한민국의 전직 축구 선수 출신 축구 감독이다. 현역 시절 포지션은 공격수였다. 현재 이천제일고등학교의 감독이다.

## 선수 경력

### 클럽팀 경력
이학종은 1985년 한일은행 축구단에 입단하며 K리그에 데뷔했다. 1985년 5월 1일 현대 호랑이와의 경기에서 K리그 데뷔골을 기록했다.
1987시즌을 앞두고 현대 호랑이에 입단했다.

### 국가대표팀 경력
1989년 5월 25일 네팔 축구 국가대표팀과의 1990년 FIFA 월드컵 예선전에서 국가대표팀 데뷔전을 치렀다. 1989년 6월 3일 네팔과의 경기에서 국가대표팀 데뷔골을 터뜨렸다.

## 감독 경력
이학종은 선수 은퇴 이후 수원공업고등학교의 감독으로 부임했다. 수원공고에서 20년 이상을 부임하며 박지성과 같은 여러 선수들을 가르쳤다.현재는 이천제일고등학교 감독이다.